# Ulla Salzgeber
Ulla Salzgeber (Oberhausen, 5 augustus 1958) is een Duitse azamone, die gespecialiseerd is in dressuur. Salzgeber werd wereldkampioen in de landenwedstrijd dressuur tijdens de Wereldruiterspelen 1998. Salzgeber behaalde tijdens de Olympische Zomerspelen 2000 de gouden medaille in de landenwedstrijd en de bronzen medaille individueel. Bij de Wereldruiterspelen 2002 prolongeerde Salzgeber haar wereldtitel in de landenwedstrijd en won de bronzen medaille individueel. Op de Olympische Zomerspelen 2004 won Salzgeber de zilveren medaille individueel en de gouden medaille in de landenwedstrijd.

## Resultaten
- Wereldruiterspelen 1998 in Rome  in de dressuur landenwedstrijd met Rusty 47
- Olympische Zomerspelen 2000 in Sydney  individuele dressuur met Rusty 47
- Olympische Zomerspelen 2000 in Sydney  landenwedstrijd dressuur met Rusty 47
- Wereldruiterspelen 2002 in Jerez de la Frontera  in de individuele dressuure met Rusty 47
- Wereldruiterspelen 2002 in Jerez de la Frontera  in de dressuur landenwedstrijd met Rusty 47
- Olympische Zomerspelen 2004 in Athene  individuele dressuur met Rusty 47
- Olympische Zomerspelen 2004 in Athene  landenwedstrijd dressuur met Rusty 47

1928: von Langen, Linkenbach, Lotzbeck ·
1932: Lesage, Marion, Jousseaume ·
1936: Pollay, Gerhard, Oppeln-Bronikowski ·
1948: Jousseaume, Saint-Fort Paillard, Buret ·
1952: Saint Cyr, Boltenstern, Persson ·
1956: Saint Cyr, Boltenstern, Persson ·
1964: Boldt, Klimke, Neckermann ·
1968: Neckermann, Klimke, Linsenhoff ·
1972: Petoesjkova, Kizimov, Kalita ·
1976: Boldt, Klimke, Grillo ·
1980: Kovsjov, Oegrjoemov, Misevitsj ·
1984: Klimke, Sauer, Krug ·
1988: Klimke, Linsenhoff, Theodorescu, Uphoff ·
1992: Balkenhol, Uphoff, Theodorescu, Werth ·
1996: Balkenhol, Schaudt, Theodorescu, Werth ·
2000: Werth, Capellmann, Salzgeber, Simons-de Ridder ·
2004: Kemmer, Schmidt, Schaudt, Salzgeber ·
2008: Kemmer, Capellmann, Werth ·
2012: Hester, Bechtolsheimer, Dujardin ·
2016: Rothenberger, Schneider, Bröring-Sprehe, Werth ·
2020: von Bredow-Werndl, Schneider, Werth ·
2024: Wandres, von Bredow-Werndl, Werth
- Biblioteca Nacional de España: XX4984488
- Gemeinsame Normdatei: 121085953
- International Standard Name Identifier: 0000 0000 8142 3072
- Virtual International Authority File: 62395048
- WorldCat: E39PBJxWVRTHp3BrKtdwbcgxjC